# Regulamento para prevenir e combater o abuso sexual de crianças

O Regulamento para prevenir e combater o abuso sexual de crianças é um regulamento da União Europeia proposto pela Comissária Europeia para Assuntos Internos, Ylva Johansson, em 11 de maio de 2022. O objetivo declarado da legislação é prevenir o abuso sexual de crianças em linha através da implementação de uma série de medidas, incluindo o estabelecimento de um quadro que tornaria a deteção e a denúncia de material de abuso sexual de crianças por plataformas digitais – conhecido por seus críticos como Chat Control – um requisito legal na União Europeia.

## Contexto
A ePrivacy é uma diretiva da União Europeia relativa à privacidade digital. Em 2021, a UE aprovou uma derrogação temporária a esta directiva – apelidada de Chat Control 1.0 pelos críticos – que permitiu que provedores de e-mail e comunicação pesquisassem mensagens em busca de presença de conteúdos sexuais de abiso a menores. Esta pesquisa não era obrigatória e não afetava mensagens cifradas de ponta a ponta. O objetivo do novo regulamento – chamado de Chat Control 2.0 pelos críticos – é tornar obrigatório aos provedores de serviços verificar mensagens em busca de conteúdos sexuais de abuso a crianças e quebrar a criptografia de ponta a ponta.

## Críticas à proposta
Grupos críticos a esta proposta salientam frequentemente que esta imporia um controlo obrigatório de todas as comunicações privadas digitais e, como tal, referem-se normalmente à legislação proposta pelo nome de "Chat Control". Organizações da sociedade civil e activistas argumentaram que a proposta não é compatível com os direitos fundamentais, violando o direito à privacidade. Além disso, a proposta foi criticada por ser tecnicamente inviável. Na Irlanda, apenas 20,3% dos relatórios recebidos pelas forças policiais irlandesas revelaram-se material real de exploração. Especificamente, de um total de 4192 relatórios recebidos, 471, ou seja, mais de 10% eram falsos positivos.